# ビセンテ・ルケ
ビセンテ・ルケ（Vicente Luque、1991年11月27日 - ）は、ブラジルの総合格闘家。アメリカ合衆国ニュージャージー州ウエストウッド出身。セラードMMA/サンフォードMMA所属。ビセンテ・ルーケとも表記される。

## 来歴
ニュージャージー州ウエストウッドで、チリ人の父親とブラジル人の母親の間に生まれた。3歳から空手を始める。6歳の時に両親が離婚、母親の母国ブラジルへ移住し、10代からムエタイ、ブラジリアン柔術を学び、2008年に総合格闘技に転向した。

### 総合格闘技
2009年6月27日、ブラジルでプロ総合格闘技デビュー。ローカル団体で7勝4敗1分の戦績を残す。

### The Ultimate Fighter
2015年4月、リアリティ番組「The Ultimate Fighter」のシーズン21にブラックジリアンズ所属で参加。

### UFC
2015年7月12日、UFC初参戦となったThe Ultimate Fighter 21 Finaleでマイケル・グレイブスと対戦し、0-3の判定負け。
2015年12月19日、UFC on FOX 17でへイダー・ハッサンと対戦し、アナコンダチョークで1Rテクニカル一本勝ち。パフォーマンス・オブ・ザ・ナイトを受賞した。
2016年9月24日、UFC Fight Night: Cyborg vs. Lansbergでヘクター・ウルビナと対戦し、右フックで1RKO勝ち。パフォーマンス・オブ・ザ・ナイトを受賞した。
2017年3月18日、UFC Fight Night: Manuwa vs. Andersonでレオン・エドワーズと対戦し、0-3の判定負け。
2019年2月17日、UFC on ESPN: Ngannou vs. Velasquezでブライアン・バーバリーナと対戦し、左膝蹴りでダウンを奪いパウンドで3RTKO勝ち。ファイト・オブ・ザ・ナイトを受賞した。
2019年8月10日、UFC Fight Night: Shevchenko vs. Carmouche 2でマイク・ペリーと対戦し、2-1の判定勝ち。ファイト・オブ・ザ・ナイトを受賞した。
2019年11月2日、UFC 244でウェルター級ランキング9位のスティーブン・トンプソンと対戦し、0-3の判定負け。敗れはしたものの、ファイト・オブ・ザ・ナイトを受賞した。
2020年8月1日、UFC Fight Night: Brunson vs. Shahbazyanでランディ・ブラウンと対戦し、右膝蹴りでダウンを奪いパウンドで2RKO勝ち。パフォーマンス・オブ・ザ・ナイトを受賞した。
2021年3月27日、UFC 260でウェルター級ランキング7位の元UFC世界ウェルター級王者タイロン・ウッドリーと対戦し、ダースチョークで1R一本勝ち。ファイト・オブ・ザ・ナイトを受賞した。
2021年8月7日、UFC 265でウェルター級ランキング5位のマイケル・キエーザと対戦し、ダースチョークで1R一本勝ち。パフォーマンス・オブ・ザ・ナイトを受賞した。
2022年4月16日、UFC on ESPN: Luque vs. Muhammad 2でウェルター級ランキング6位のベラル・ムハマッドと約5年5カ月ぶりに再戦し、0-3の5R判定負け。リベンジを許した。
2022年8月6日、UFC on ESPN: Santos vs. Hillでウェルター級ランキング13位のジェフ・ニールと対戦し、3Rに左ストレートでキャリア初となるKO負け。試合後の検査で脳出血と診断され、1年間の出場停止処分を受けた。
2023年8月12日、UFC on ESPN: Luque vs. dos Anjosで元UFC世界ライト級王者ハファエル・ドス・アンジョスと対戦し、3-0の5R判定勝ち。
2024年12月7日、UFC 310でテンバ・ゴリンボと対戦し、開始52秒にアナコンダチョークで絞め落として一本勝ち。パフォーマンス・オブ・ザ・ナイトを受賞した。

## 戦績
| 総合格闘技 戦績 | 総合格闘技 戦績 | 総合格闘技 戦績 | 総合格闘技 戦績 | 総合格闘技 戦績 | 総合格闘技 戦績 | 総合格闘技 戦績 |
| --------------- | --------------- | --------------- | --------------- | --------------- | --------------- | --------------- |
| 35 試合         | (T)KO           | 一本            | 判定            | その他          | 引き分け        | 無効試合        |
| 23 勝           | 11              | 9               | 3               | 0               | 1               | 0               |
| 11 敗           | 2               | 3               | 6               | 0               | 1               | 0               |

| 勝敗 | 対戦相手                             | 試合結果                          | 大会名                                      | 開催年月日     |
| ×    | ケビン・ホランド                     | 2R 1:03 ダースチョーク            | UFC 316: Dvalishvili vs. O'Malley 2         | 2025年6月7日   |
| ○    | テンバ・ゴリンボ                     | 1R 0:52 アナコンダチョーク        | UFC 310: Pantoja vs. Asakura                | 2024年12月7日  |
| ×    | ホアキン・バックリー                 | 2R 3:17 TKO（パウンド）           | UFC on ESPN 54: Blanchfield vs. Fiorot      | 2024年3月30日  |
| ○    | ハファエル・ドス・アンジョス         | 5分5R終了 判定3-0                 | UFC on ESPN 51: Luque vs. dos Anjos         | 2023年8月12日  |
| ×    | ジェフ・ニール                       | 3R 2:01 KO（左ストレート）        | UFC on ESPN 40: Santos vs. Hill             | 2022年8月6日   |
| ×    | ベラル・ムハマッド                   | 5分5R終了 判定0-3                 | UFC on ESPN 34: Luque vs. Muhammad 2        | 2022年4月16日  |
| ○    | マイケル・キエーザ                   | 1R 3:25 ダースチョーク            | UFC 265: Lewis vs. Gane                     | 2021年8月7日   |
| ○    | タイロン・ウッドリー                 | 1R 3:56 ダースチョーク            | UFC 260: Miocic vs. Ngannou 2               | 2021年3月27日  |
| ○    | ランディ・ブラウン                   | 2R 4:56 KO（右膝蹴り→パウンド）   | UFC Fight Night: Brunson vs. Shahbazyan     | 2020年8月1日   |
| ○    | ニコ・プライス                       | 3R 3:37 TKO（ドクターストップ）   | UFC 249: Ferguson vs. Gaethje               | 2020年5月9日   |
| ×    | スティーブン・トンプソン             | 5分3R終了 判定0-3                 | UFC 244: Masvidal vs.Diaz                   | 2019年11月2日  |
| ○    | マイク・ペリー                       | 5分3R終了 判定2-1                 | UFC Fight Night: Shevchenko vs. Carmouche 2 | 2019年8月10日  |
| ○    | デリック・クランツ                   | 1R 3:52 TKO（左フック→パウンド）  | UFC Fight Night: dos Anjos vs. Lee          | 2019年5月18日  |
| ○    | ブライアン・バーバリーナ             | 3R 4:54 TKO（左膝蹴り→パウンド）  | UFC on ESPN 1: Ngannou vs. Velasquez        | 2019年2月17日  |
| ○    | ジェイリン・ターナー                 | 1R 3:52 KO（パウンド）            | UFC 229: Khabib vs. McGregor                | 2018年10月6日  |
| ○    | チャド・ラプリーズ                   | 1R 4:16 KO（左フック→パウンド）   | UFC Fight Night: Maia vs. Usman             | 2018年5月19日  |
| ○    | ニコ・プライス                       | 2R 4:08 ダースチョーク            | UFC Fight Night: Brunson vs. Machida        | 2017年10月28日 |
| ×    | レオン・エドワーズ                   | 5分3R終了 判定0-3                 | UFC Fight Night: Manuwa vs. Anderson        | 2017年3月18日  |
| ○    | ベラル・ムハマッド                   | 1R 1:19 KO（左フック→パウンド）   | UFC 205: Alvarez vs. McGregor               | 2016年11月12日 |
| ○    | ヘクター・ウルビナ                   | 1R 1:00 KO（右フック）            | UFC Fight Night: Cyborg vs. Lansberg        | 2016年9月24日  |
| ○    | アルヴァロ・エレーラ                 | 2R 3:52 ダースチョーク            | UFC Fight Night: dos Anjos vs. Alvarez      | 2016年7月7日   |
| ○    | ヘイダー・ハッサン                   | 1R 2:13 TKO（アナコンダチョーク） | UFC on FOX 17: dos Anjos vs. Cowboy 2       | 2015年12月19日 |
| ×    | マイケル・グレイブス                 | 5分3R終了 判定0-3                 | The Ultimate Fighter 21 Finale              | 2015年7月12日  |
| ○    | ポーリッスニオ・ロチャ               | 5分3R終了 判定3-0                 | Acai do Japa Fight                          | 2014年6月21日  |
| ×    | カルロス・アレッシャンドリ・ペレイラ | 3R 0:44 肩固め                    | Smash Fight 2                               | 2013年7月13日  |
| ○    | マルセロ・リスボア                   | 1R 1:31 TKO（パンチ連打）         | Capital Fight 5                             | 2013年5月10日  |
| ○    | ユーリ・モウラ                       | 2R 1:07 ダースチョーク            | Imperium MMA Pro 2                          | 2013年3月9日   |
| ×    | ジュニオール・オルグーリョ           | 5分3R終了 判定1-2                 | CPMMAF                                      | 2012年8月4日   |
| ○    | チアゴ・サントス                     | 1R 4:50 TKO（パンチ連打）         | Spartan MMA 2012                            | 2012年4月28日  |
| ○    | ダルラン・アルメイダ                 | 1R 3:25 ダースチョーク            | Demo Fight 6                                | 2011年11月19日 |
| ×    | マルコス・アントニオ・サンターナ     | 5分3R終了 判定1-2                 | Jungle Fight 27                             | 2011年4月21日  |
| △    | ホドリゴ・メディロス                 | 5分3R終了 判定ドロー              | Shooto Brazil 18                            | 2010年9月17日  |
| ×    | フェリペ・フォルテラ                 | 3R 3:00 三角絞め                  | Capital Fight 2                             | 2010年6月5日   |
| ○    | ペドロ・ボルヘス・ドス・サントス     | 1R 3:58 ギロチンチョーク          | The Gladiators 2                            | 2009年10月24日 |
| ○    | アンドレ・プレイボーイ               | 1R 2:52 TKO（パンチ連打）         | Fight Club 300                              | 2009年6月27日  |

## 表彰
- UFC パフォーマンス・オブ・ザ・ナイト（5回）
- UFC ファイト・オブ・ザ・ナイト（4回）